# Свети Архангели (Геракарци)
Вижте пояснителната страница за други значения на Свети Архангели.
„Свети Архангели Михаил и Гавриил“ (на гръцки: Αρχαγγέλων Μιχαήλ & Γαβριήλ) е българска възрожденска православна църква в гумендженското село Геракарци (Гераконас), Егейска Македония, Гърция, част от Гумендженската, Боймишка и Ругуновска епархия на Вселенската патриаршия.
Църквата построена през първата половина на XIX век. Представлява трикорабна базилика с максимални вътрешни размери 8,75 х 18,30 m. На запад и юг има реставриран трем с колонада. Първоначално на запад има притвор с галерия, които обаче не са запазени. Храмът е покрит с единичен мансарден покрив със засеки. Надлъжната ос е подчертана от ритмиката а колонадите, които разделят църквата на три кораба. Всеки колонада има по седем колони, като последната двойка е зад иконостаса и е неоформена. Нишите на протезиса и диакониконът не излизат от изток, а олтарната апсида е полукръгла отвътре и отвън. Над южния вход, оформен с каменна каса, има фреска на светците покровители.
От интериора на църквата са запазени оригиналните дървени амвон, балдахин на олтара, два проскинитария и иконостас. Фризът над колоните е изписан с цветя и вази в ярки цветове. Със смели цветове и геометрични форми са изписани и таваните на църквата. В наоса и купола е изрисуван Христос Вседържител. В храма има икони на кулакийските зографи Маргаритис Ламбу и Димитриос Хадзистаматис, както и на петровския Христо Сакелариев.
В 1987 година църквата е обявена за паметник на културата под надзора на Девета ефория за византийски старини към Министерството на културата.